# John Titor
John Titor und Time_Travel_0 sind Pseudonyme eines angeblichen US-amerikanischen Zeitreisenden aus dem Jahr 2036, der zwischen 1998 und 2001 über verschiedene Medien, vor allem Internetforen, Nachrichten schrieb. In diesen warnte er vor zukünftigen Ereignissen, wie einem amerikanischen Bürgerkrieg 2008 oder einen Dritten Weltkrieg 2015.
Keine seiner Ankündigungen ist eingetreten und gemeinhin wird John Titor als Hoax oder Internetscherz gehalten. Wer oder wie viele sich hinter dem Pseudonym verbergen, ist unbekannt. In der Folgezeit wurde er auf vielen Internetseiten, Bücher, Theaterstücken, und in der japanischen Visual Novel und Anime Steins;Gate aufgegriffen.

## Geschichte
John Titor trat zuerst 1998 auf; bevor die Person oder die Personengruppe hinter dem Pseudonym diesen Namen verwendete, trat sie unter dem Pseudonym TimeTravel_0 auf. Nach seinen eigenen Angaben sei er ein Soldat aus dem Jahre 2036 mit der Mission, einen IBM 5100 aus dem Jahre 1975 zu beschaffen, um ältere Computerprogramme abspielen zu können – möglicherweise eine Anspielung auf das Jahr-2038-Problem. Um die 2000er Jahre habe er aber einen Zwischenstopp eingelegt, um Memorabilia zu sammeln, die nach dem amerikanischen Bürgerkrieg 2008 verloren gingen.
In den ersten Nachrichten schrieb er allgemeines über das Zeitreisen, deren Funktionsweise und wie man die Maschine baut. Daneben machte er verschiedene Vorhersagen, darunter:
- Der Jahr-2000-Problem werde zu vielen Toten führen.
- Durch Rinderprodukte werde sich die Creutzfeldt-Jakob-Krankheit verbreiten.
- 2001 soll CERN einige merkwürdige Dinge durch ihre hochenergetischen Experimente entdecken. Sie erschüfen nach Titor versehentlich Mikrosingularitäten, die eine hohe Menge an Röntgen- und Gammastrahlung freisetzten.
- 2004 würden die Olympischen Spiele wegen weltweiter Spannungen abgebrochen.
- 2008 breche ein amerikanischer Bürgerkrieg aus.
- 2015 beginne der Dritte Weltkrieg.

Keine dieser Ankündigungen ist eingetreten. Titor selbst schrieb, dass sich diese „Weltlinie“ nach der Viele-Welten-Interpretation möglicherweise unterscheiden könne.
Am 21. März 2001 setzte Titor seine letzte Nachricht ab und verschwand. John Titor wird gemeinhin als Internetscherz gehalten. Vorgebracht wird unter anderem, dass nicht nur Zeitreisen in die Vergangenheit nach dem jetzigen Stand der Wissenschaft unmöglich ist, sondern auch, dass Titors Verhalten nicht plausibel ist. Würde er tatsächlich vor einem anstehenden Krieg warnen wollen, so würde er es wohl kaum in Internetforen machen. Durch den Rückgriff auf die Viele-Welten-Interpretation seien seine Vorhersagen nicht falsifizierbar. Wer hinter dem Pseudonym John Titor steckt, ist bis heute nicht bekannt, und mehrere Versuche, die Person anhand der IP-Adresse und anderen Hinweisen ausfindig zu machen, haben zu keinem eindeutigen Ergebnis geführt.
2003 gründete sich die John Titor Foundation, welche ein Buch über John Titor und das Zeitreisen veröffentlichte.

## Rezeption in literarischen Werken
John Titor wird und wurde immer wieder in Werken rezipiert. Nach Alexandros Schismenos bestehe der Grund für seine Popularität nicht nur wegen der Originalität, eine Art Nostradamus des 21. Jahrhunderts zu sein; seine Beliebtheit falle auch in eine Zeit, als das Internet noch jung war und hauptsächlich aus kleineren Foren bestand. Das Internet habe die räumliche Distanz zwischen Menschen obsolet gemacht und Titor verkörpere auch den Traum, eines Tages die Zeit zu beherrschen.
Beispiele für die Rezeption sind:
- 2004 präsentierte Cyburbia Productions Time Traveler Zero Zero, ein Theaterstück, welches auf John Titors Geschichte basiert.
- 2005 produzierte Figure 26 Films den Film Obsessed & Scientific, in dem es um Zeitreisen geht und der die Geschichte von John Titor beinhaltet.
- 2009 produzierten 5pb. und Nitroplus das japanische Adventure Steins;Gate, das in der Folge als Anime-Serie umgesetzt wurde und zahlreiche Ableger in Form von Manga oder Visual Novels erhielt.
- 2025 erschien der Roman Alias John Titor von James O’Brien.